# Selección de waterpolo de Alemania
La selección de waterpolo de Alemania es la selección de waterpolo masculino del país de Alemania.

## Resultados

### Juegos Olímpicos
- 1900: Primera ronda
- 1908: No participó
- 1912: No participó
- 1920: No participó
- 1924: No participó
- 1928:  Medalla de oro
- 1932:  Medalla de plata
- 1936:  Medalla de plata
- 1948: No participó
- 1952: 15.ª plaza
- 1956: 6.ª plaza
- 1960: 6.ª plaza
- 1964: 6.ª plaza
- 1968: 10.ª plaza
- 1972: 4.ª plaza
- 1976: 6.ª plaza
- 1980: No participó
- 1984:  Medalla de bronce
- 1988: 4.ª plaza
- 1992: 7.ª plaza
- 1996: 9.ª plaza
- 2000: No participó
- 2004: 5.ª plaza
- 2008: 10.ª plaza
- 2012: No participó
- 2016: No participó
- 2020: No participó

### Mundial de natación
- 1973: 11.ª plaza
- 1975: 6.ª plaza
- 1978: 7.ª plaza
- 1982:  Medalla de bronce
- 1986: 6.ª plaza
- 1991: 5.ª plaza
- 1994: 9.ª plaza
- 1998: No participó
- 2001: No participó
- 2003: 11.ª plaza
- 2005: 9.ª plaza
- 2007: 8.ª plaza
- 2009: 6.ª plaza
- 2011: 8.ª plaza
- 2013: 10.ª plaza
- 2015: No participó
- 2017: No participó
- 2019: 8.ª plaza
- 2022: 13.ª plaza

### Europeo de waterpolo
- 1926:  Medalla de bronce
- 1927: 5.ª plaza
- 1931:  Medalla de plata
- 1934:  Medalla de plata
- 1938:  Medalla de plata
- 1947: No participó
- 1950: No participó
- 1954: 6.ª plaza
- 1958: 7.ª plaza
- 1962: No participó
- 1966: 7.ª plaza
- 1970: 7.ª plaza
- 1974: 8.ª plaza
- 1977: 6.ª plaza
- 1981:  Medalla de oro
- 1983: 5.ª plaza
- 1985:  Medalla de bronce
- 1987: 4.ª plaza
- 1989:  Medalla de oro
- 1991: 7.ª plaza
- 1993: 9.ª plaza
- 1995:  Medalla de bronce
- 1997: 10.ª plaza
- 1999: 8.ª plaza
- 2001: 9.ª plaza
- 2003: 5.ª plaza
- 2006: 8.ª plaza
- 2008: 6.ª plaza
- 2010: 6.ª plaza
- 2012: 5.ª plaza
- 2014: 9.ª plaza
- 2016: 11.ª plaza
- 2018: 9.ª plaza
- 2020: 9.ª plaza